# 北沢直樹
北沢 直樹（きたざわ なおき、1978年7月1日 - ）は、日本のキャラクターデザイナー、イラストレーター、アートディレクター。

## 来歴
長野県上田市出身。2000年デジタルハリウッド大阪校卒業、ポリゴン・ピクチュアズを経て独立。

## 主な作品

### タレント・コーポレートキャラクターなど
- 「ONE PIECE」『G-FRIENDS!』
- 「攻殻機動隊 STAND ALONE COMPLEX」ミニキャラクター
- 女子プロレス「スターダム」
- 大衆演劇「新生真芸座」
- 北澤豪
- 豊岡真澄
- 松平健『マツケンパラパラ』

### 絵本
- ハワイのえほん えいごとハートのおべんきょう『あいらんどけいさつ★ロコモコップ』

### ゲーム
- 真型メダロット
- RPGツクール
- 燃えろ!熱血リズム魂 押忍!闘え!応援団2
- タツノコ VS. CAPCOM

### メディア
- デジタル所さん（日本テレビ）
- スタ☆メン（フジテレビ・関西テレビ）
- 脳内エステ IQサプリ（フジテレビ）
- まなぶ（TBS）
- 史上空前!! 笑いの祭典 ザ・ドリームマッチ（TBS）
- JNN総力蔵出しSP こんなの見たかった!超ブッ飛び映像祭（TBS）
- アピタ「ガンタン初売り」CM
- 信濃毎日新聞 月曜日付3面「NEWS そこ知り隊」キャラクター
- グッとラック!（TBS）

### その他
- サイクルロードレースチーム「エキップアサダ」チームジャージ
- 初夢宝くじ（日本宝くじ協会）イラストレーション